# 오이식스
오이식스 주식회사는 유기농·무첨가 식품을 통신판매하는 일본 기업이다. 본사는 도쿄도 시나가와 구에 있다.
2000년 6월, 매킨지 앤드 컴퍼니에 다니던 타카시마 코헤이가 설립하였다.
유기농 야채 등의 식품 택배 전문 슈퍼 "Oisix"를 운영하고 있다. 2010년 11월부터 첫 점포 사업을 시작했다.

## 연혁
- 2000년, 오이식스 주식회사 설립. 식품 20개 품목 판매 시작
- 2001년, 점포 택배 사업 시작
- 2004년, 레시피 블로그 포털 사이크 Oixi 오픈
- 2009년, Oisix 홍콩 오픈
- 2010년 3월, Yahoo! 쇼핑 연동 시작
- 2010년 11월, 실제 점포 1호점 출점
- 2011년 3월, 2호점 출점
- 2013년 3월, 도쿄증권거래소 Mothers 상장
- 2013년 9월, Oixi 사이트 폐쇄
- 2013년 12월 점포 택배 사업 중단
- 2014년 1월, 3호점 출점

## 같이 보기
- 타카시마 코헤이